# Wayãpi

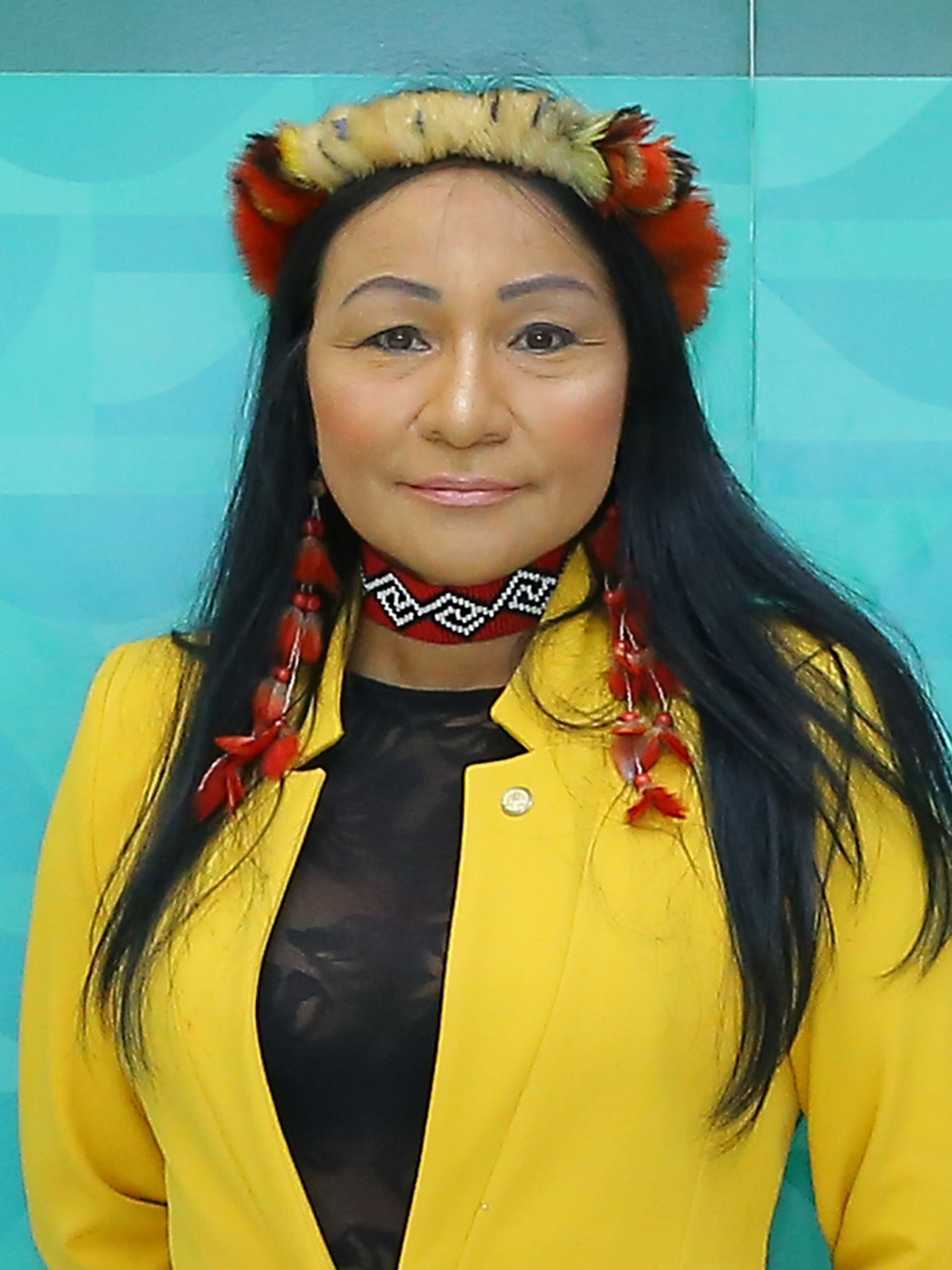
Sílvia Waiãpi, actrice, officier militaire et politicienne brésilienne affiliée au Parti libéral.

Les Wayãpi, Wajãpi ou Wayampi (anciennement appelés Oyampi) sont un peuple autochtone du nord-est de l'Amérique du Sud, présents en Guyane française, où ils sont l'un des six peuples amérindiens de ce territoire, et au Brésil dans les états d'Amapá et de Pará.

## Géographie

### Guyane
De langue et de culture tupi-guarani, comme les Tekos voisins (anciennement appelés Émerillons), les Wayãpi habitent l'intérieur du pays, à Camopi sur le Moyen-Oyapock et à Trois Sauts (aussi appelé Village Roger) sur le Haut Oyapock. Pour rejoindre ces villages, il faut entre un et deux jours de pirogue . Depuis le 13 avril 2021, Camopi est accessible par avion au départ de Cayenne, favorisant le désenclavement de cette commune isolée.

## Langue
Les Wayãpi parlent une langue du même nom, le wayãpi, de la famille linguistique tupi. Les deux principaux dialectes sont le Wayãpi guyanais et le Wayãpi brésilien. Malgré les variations linguistiques, ils se comprennent entre eux.
En Guyane, tous les membres de la communauté sont locuteurs de leur langue, qui présente par ailleurs le plus fort taux de monolinguisme de la région,. Ils parlent généralement d'autres langues, comme le français, le créole guyanais et le portugais brésilien.
Le wayãpi ne bénéficie d'aucun statut officiel, ni au Brésil, ni en Guyane.

## Histoire
La construction identitaire des Wayãpi s'étale sur plusieurs siècles . L'ethnie est originaire du bas Rio Xingu et appartient au groupe Tupi-Guarani. Elle commence à prendre conscience d'elle-même au XVIIe siècle, lors des premiers contacts avec les Européens, quand les colons la nomment comme telle. Le processus d'identification accélère au XVIIIe siècle avec la coalescence, durant laquelle les autochtones suivent des mouvements centrifuges et centripètes qui conduisent tous à un regroupement des populations. D'une part, ils sont attirés par les colons et les missions jésuites, qui cherchent à les sédentariser. D'autre part, ils fuient dans la forêt pour échapper aux raids esclavagistes et aux épidémies.
Lors de leur fuite, les Wayãpi créent une dynamique guerrière caractéristique des tupi-guarani. Ainsi, selon l'ethnologue français contemporain Éric Navet, leur expansion vers le nord les amène à guerroyer contre les Wayana, ethnie karib qui, dès 1760 déborde sur le versant nord du Tumuc-Humac, en Guyane française. Les alliances et captures conduisent à l'intégration d'éléments nouveaux (culturels et humains) à leur groupe. Ils s'isolent presque totalement au début du XIXe siècle, quand les Teko parviennent à arrêter leur poussée territoriale et que les Portugais tentent de les enrôler dans leurs milices en vue d'occuper la Guyane. À cette époque, les Wayãpi sont pourtant obligés de se rapprocher du pouvoir français pour s'approvisionner en outils métalliques et pallier la rupture des contacts avec la puissance ibérique. En 1820, ils sont estimés à une population de 6 000 personnes. Après avoir absorbé les restes d'ethnies (Piriu, Norak, Kaikušiana) décimées dans les missions jésuites, ils subissent eux aussi le choc microbien et leur population se retrouve réduite des deux-tiers en vingt ans.
La fin du XIXe siècle marque la période de fixation identitaire Wayãpi. Henri Coudreau parle alors de « pays oyampi ». Les populations Wayãpi sont regroupées sur le haut Oyapock du côté français et aux alentours des rivières Kouc, Amapari et Inipuku du côté brésilien, à proximité de la frontière guyanaise. Ce n'est qu'une une fois les espaces territoriaux français et brésiliens clairement délimités, dans la première moitié du XXe siècle, que l'on parlera de deux sous-groupes régionaux. Ceux-ci comprennent les Wayãpi du Sud, ou Wayãpi puku qui relèvent de l'administration brésilienne et la FUNAI (Fondation nationale de l'Indien). Les populations de Guyane sont les Wayãpi du Nord.
Selon Éric Navet, les Wayãpi sont « redécouverts » au XXe siècle par la mission Monteux-Richard « dont l'objectif fût de reprendre contact avec les amérindiens français du bassin du Maroni [...], les relations avec les Wayãpi de l'Oyapock furent renouées en 1939 par le Dr Marcel Heckenroth, médecin-chef des troupes coloniales et administrateur de la circonscription de l'Oyapock de 1939 à 1947 ». L'ethnie atteint son point démographique le plus bas en 1935-1940 avec seulement 480 représentants. L'intervention grandissante des États-Nations dans les terres de l'intérieur contribuent à la sédentarisation des Wayãpi et au renforcement de leur identité.
La sédentarisation des Wayãpi, l'accès aux soins de santé et leur politique nataliste ont eu pour effet une augmentation démographique . En 1982-83, ils étaient 666 personnes dont 412 individus en Guyane, soit près de 200 personnes en plus qu'une quarantaine d'années plus tôt. En 2010 sont recensés 1 204 Wayãpi vivant en Guyane française. Au Brésil, ils étaient évalués à 600 personnes en 2004. Selon ces données, ils seraient aujourd'hui aux alentours de 1 800 personnes.

### Sédentarisation et dynamiques territoriales auXXIesiècle
Bien que les zones de vie des Wayãpi soient considérées comme isolées, cela n'a pas empêché les pouvoirs étatiques français et brésiliens d'y pénétrer. En Guyane, l'État se manifeste à travers la mise en place d'un dispensaire et d'une assistance médicale à Camopi dans les années 1950, la création de la commune de Camopi en 1969, l'ouverture d'une école à Trois-Sauts en 1971, l'octroi des Allocations Familiales et du Revenu Minimum d'Insertion (RMI), la création de Zones de Droit d'Usage Collectif (ZDUC) en 1987, etc.. En 2007 est créé le Parc Amazonien de Guyane (PAG), partagé en une zone de cœur et une zone de Libre Adhésion. Les bourgs de Camopi et de Trois-Sauts se situent dans cette dernière. Ils bénéficient de Zones de Droit d'Usage Collectif au sein desquelles ils peuvent pratiquer leurs activités de subsistance (chasse, pêche, cueillette, culture d'un abattis). Ce n'est pas le cas dans le Parque nacional Montanhas do Tumucumaque (PNMT), parc national brésilien qui naît en 2002, qui interdit ce type d'activités, réduisant considérablement le territoire Wayãpi.
L'intervention grandissante de l'État a contribué à un processus de sédentarisation autour des infrastructures scolaires et sanitaires, situées principalement à Camopi et à Trois-Sauts,. La concentration de population sur des espaces réduits (la surface du bourg de Camopi équivaut à moins de 1 km2) exerce une forte pression sur l'environnement (végétal et animal) et crée un mal-être social dû aux nuisances sonores et à une proximité non voulue. Cela entraîne une modification des modes de culture et des comportements sociaux. D'une part, les périodes de jachère sont raccourcies, causant l'appauvrissement des sols. D'autre part, certains habitants adoptent une attitude compétitive en s'appropriant des espaces de culture qui devraient traditionnellement ré-appartenir à l'ensemble de la population durant la période de jachère.
De manière générale, les Wayãpi sont obligés d'aller de plus en plus loin sur le fleuve, que ce soit pour y vivre, chasser et pêcher ou y cultiver leur abattis (lieu de culture traditionnel des Amérindiens utilisant la technique du brûlis),. Les revenus perçus du travail salarié et des aides sociales rendent l'achat d'une pirogue et d'essence plus accessibles, contribuant ainsi à leur dispersion sur le territoire. On parle alors d'habitat bi-local, fait d'un campement primaire, à proximité du bourg, et d'un campement secondaire, où les habitants peuvent passer les weekends et les vacances scolaires dans la tranquillité et l'abondance des ressources naturelles. En 2010, Teko et Wayãpi confondus, on comptait 45 hameaux dispersés sur l'Oyapock et ses affluents. Parmi ceux-ci, on retrouve Zidoc (capitale historique de la communauté), Pina et Yawapa aux alentours de Trois-Sauts,. Cette année-là, seule 16 % de la population vivait au bourg de Camopi.
Les Wayãpi font face à deux dynamiques contradictoires : la sédentarisation et la ré-appropriation de la terre, qui joue un rôle important dans l'affirmation identitaire de ce peuple autochtone. Tout en s'accommodant des nouveautés technologiques et des aides sociales amenées par la modernité, ils peuvent, dans leur campement secondaire, vivre et travailler dans le respect de leur culture. Au Brésil, des processus similaires sont observés dans la Terre Indigène Wayãpi de l’Amapá.

## Culture et mode de vie

### Cosmogonie
Dans l'univers Wayãpi, la Terre est plate et organisée en cercles concentriques. Le village est situé au centre et la grande forêt à l'extrémité, où la présence d'êtres surnaturels est la plus forte. Chaque espèce animale est possédée par un maître, qui sont eux dépendants de Kulupi, maître suprême. Dans une moindre mesure, cette perception s'applique aussi aux poissons et aux espèces végétales. La vie sur terre repose sur l'équilibre entre entités surnaturelles et êtres humains. Les Wayãpi parlent de wote ekoy (modération) et de eite piaso (excès). C'est grâce l'équilibre entre ces deux pôles qu'ils bénéficient d'une nature abondante, fournissant les ressources nécessaires à l'épanouissement de la communauté.

### Organisation sociale
Les Wayãpi suivent une logique patrilocale,. Les villages sont centrés autour de l'homme fondateur, le chef du village, duquel se rapprochent ses filles et ses gendres. Avant d'avoir construit leur maison, les jeunes couples vivent chez les parents de la femme.
Les traditions matrimoniales privilégient les unions entre « 'cousins croisés classificatoires' : une fille est promise dès l'enfance à l'un des fils de la sœur de son père ou à l'un des fils du frère de sa mère. », possible chez les femmes dès l'âge de 12 ans, chez les hommes à partir de 18 ans. Ces pratiques sont de moins en moins populaires chez les nouvelles générations. Depuis les années 1960-1970, les alliances inter-ethniques se sont intensifiées, allant au-delà du métissage Teko-Wayãpi. La polygamie est également en déclin, bien qu'admise autrefois. Le divorce n'est pas commun.

#### L'importance du genre
Les activités de subsistance sont divisées en fonction du genre. Celles de prédation, c'est-à-dire la chasse et la pêche, sont réservées aux hommes. À l'opposé, la cueillette et la culture de l'abattis est un domaine féminin, auquel les hommes participent au moment de l'abattage.

### Connaissance de la nature
Les Wayãpi vivent pour la majorité en milieu forestier, en bord de fleuve. Ils ont une excellente connaissance de leur environnement, qui leur est essentielle. Par exemple, des 100 espèces scientifiques de poissons, seules trois leur échappent. Cela ne signifie pas pour autant que chaque espèce connue, végétale ou animal, leur est utile. Ils marquent une distinction entre plantes primaires (qui leur sont directement utiles), secondaires (qui leur servent à mieux appréhender leur environnement), et inutiles. Au total, ils sont capables de nommer 1 152 formes vivantes ou de types de vivants.

### Danses traditionnelles
Les danses Wayãpi ont toujours un lien avec l'environnement naturel, à travers une espèce végétale ou animale telle que les poissons paku et suluwi, le palmier wasey, et expriment un contenu particulier. Elles se pratiquent à l'occasion de célébrations ou d'événements symboliques et sont codifiées. Par exemple, les danses des oiseaux se déroulent de nuit alors que yawaluña se passe uniquement de jour. On observe une alternance entre des séquences chantées et des séquences instrumentales, principalement composées d'instruments à vent en bambou (clarinettes, flûtes de Pan, flûtes avec résonateur en calebasse, trompes traversières, etc.),. Il existe 12 suites orchestrales pour clarinettes et deux pour flûtes de Pan ainsi qu'une cinquantaine de grands cycles chantés.
Toutes les danses sont organisées comme un défilé, où les danseurs se déplacent en chaîne dans le village tout en se tenant entre eux. Il y a une grande unité dans le rythme et les postures des danseurs, illustrant l'importance de la collectivité. Ils sont habillés de manière similaire et chantent avec la même intensité. Toutefois, lorsque l'on s'attarde en détail sur les mouvements, on reconnaît une dissymétrie qui souligne la reconnaissance de l'individualité de chacun. Les danses sont longues et peuvent durer jusqu'à 12 heures. Durant celles-ci, les femmes servent du cachiri, une bière traditionnelle amérindienne à base de manioc fermenté.
Les hommes sont responsables de la danse. On les appelle « yemi’aya » ou « Maître de musique », un titre honorifique réservé à ceux considérés comme étant les seuls capables de mener les grandes danses. Jacky Pawey, chef coutumier du village de Trois-Sauts, en est un exemple. C'est lui qui a le plus d'expérience dans le domaine et qui est habituellement amené à conduire les danses sur le Haut et le Moyen Oyapock. Les femmes, quant à elles, participent mais rentrent obligatoirement plus tard dans la chaîne. Le groupe tourne toujours dans le sens contraire des aiguilles d'une montre, les hommes à l'extérieur du cercle et les femmes à l'intérieur.

#### Paku
La danse Paku dure 12 heures et est accompagnée du son de clarinettes à plusieurs anches dont le kõõkõõ, au bout duquel est accroché un poisson en bois. Elle évoque l'univers du paku, son cycle de vie, ses interactions avec l'environnement et avec les hommes. Les danseurs représentent des poissons.
Cette danse a été interprétée deux fois en dehors du territoire guyanais : au festival d'Avignon en 1987 et à la Maison des Cultures du Monde (MCM), à Paris, en 2011,. En 1987, dix danseurs-musiciens ont joué devant un public de 500 personnes, à la nuit tombée. C'était la première fois qu'une délégation d'hommes wayãpi se rendait en France, ajoutant une dimension politique à la prestation en ce qu'elle permettait l'affirmation identitaire de la communauté dans un contexte international. En 2011, un groupe de dix Wayãpi se rendent à nouveau en France hexagonale dans le cadre du 15e Festival de l'Imaginaire, afin d'y représenter la Guyane. Parmi les danseurs étaient présents Jacky Pawey, le meneur de la représentation qui s'était également rendu à Avignon, Charles Miso et Laurent Pilaoukou, danseurs-piranhas. Le spectacle a duré une heure et a donc été considérablement raccourci par rapport à la durée traditionnelle de la danse. Des instruments ont été spécialement fabriqués pour l'occasion en dernière minute, les roseaux devant rester verts pour sonner correctement.

#### Tapekwa tapia'ilena
Tapekwa tapia'ilena signifie littéralement « danse des éventails à fourmis » et est un rituel d'imposition réservé aux femmes wayãpi. Durant cette danse, des éventails tressés dans lesquels sont insérées des fourmis, sont appliqués sur le corps des participantes. En résistant aux piqûres des insectes, elles s'affirment comme des ménagères dignes de ce nom. Une fois le rituel terminé, les danseuses se partagent les éventails.

#### Yawaluña
La danse diurne yawaluña fait référence à la martre et au jaguarondi. Elle est associée à eila, la danse de la martre et à mãgãgã, la danse des bourdons. L'instrument utilisé est l'ama'iati, une clarinette à trois anches mesurant de 60 à 110 cm de long et faite à partir de bois Cecropia (bois canon).

### Expressions graphiques
« Les expressions orales et graphiques des Wajapi » ont été proclamées en 2003 et inscrites en 2008 par l'UNESCO sur la liste représentative du patrimoine culturel immatériel de l’humanité. La partie graphique s'exprime traditionnellement sous forme de tatouages, auxquels sont associés des traditions orales. Les motifs sont appelés Kusiwa et sont réalisés à partir de teinture de roucou mélangé à des résines odorantes.
En février 2015, les deux écoles des villages Zidok et Roger ont mené à bien le projet « Kusiwa » dans le cadre de l'opération « Ma Guyane c'est bien » afin de valoriser les savoir faire locaux et de sensibiliser les enfants à l'art de la peinture corporelle, en coopération avec l'artiste teko-wayana Ti'iwan Couchili.
En 2017, des élèves en Graphisme et décor du lycée La Champagne de Vitré, en Bretagne, ont réalisé une fresque géante inspirée des motifs Wayãpi et de l'anaconda géant. Ils ont exposé du 13 mai au 8 octobre de la même année à la Maison des Cultures du Monde.

## Problématique de l'orpaillage

### Orpaillage illégal sur l'Oyapock
En 1980, la Guyane observe une seconde ruée vers l'or, principalement sur le Maroni et l'Oyapock. Le fleuve est un lieu de passage privilégié des orpailleurs. Il est utilisé pour le ravitaillement des hommes sur les placers et le transport du matériel. Deux villages d'orpailleurs se sont par ailleurs installés à proximité de Camopi, sur la rive brésilienne : Ilha Bela et Vila Brasil. Vila Brasil est une petite ville commerçante située en face de Camopi qui accueille la majorité de ceux qui font des affaires sur le fleuve. Elle constitue une base de ravitaillement pour les garimpeiros et est une source de désagréments sonores pour les habitants de Camopi,. Contrairement à Vila Brasil qui a été reconnue officiellement par l'État brésilien en 2011, Ilha Bela est un village illégal clairement identifié aux orpailleurs. En 2012, 200 garimpeiros y résidaient aux côtés de 200 fournisseurs de services tels que des hébergeurs, des prostituées, des restaurateurs, etc..
Les Teko et les Wayãpi souffrent de l'orpaillage pour plusieurs raisons. D'une part, leur environnement est abîmé, affectant les activités de pêche, de chasse et de culture. D'autre part, il y a une recrudescence de violence se matérialisant dans le vol de moteurs et de pirogues, la destruction des abattis et les menaces prodiguées à l'encontre des habitants.

### Assassinat d'Emrya Wayãpi
Le chef coutumier Wayãpi brésilien, Emrya Wayãpi, a été torturé et assassiné par un groupe d'orpailleurs entrés dans la réserve, et venus du village de Mariry, selon des témoignages locaux relayés par la presse le 23 juillet 2019, dans l'État d'Amapá au nord du Brésil, de l'autre côté de la frontière avec la Guyane française.
Mme Bachelet (Haut-Commissariat des Nations unies aux droits de l'homme (HCDH) a dénoncé ce meurtre comme « un symptôme inquiétant du problème croissant de l'invasion des terres autochtones - en particulier les forêts - par les mineurs, les bûcherons et les agriculteurs du Brésil ». Elle estime comme beaucoup d'autres que les annonces médiatisées de Jair Bolsonaro et de son gouvernement visant à ouvrir davantage de zones de l’Amazonie à l’exploitation minière pourraient entraîner des incidents de violence, d’intimidation et des meurtres similaires à ceux infligés au peuple Wayãpi. Elle demande aux Autorités brésiliennes de réagir « rapidement et efficacement pour enquêter sur cet incident et traduire en justice tous les responsables présumés, en pleine conformité avec la loi » et que des mesures soient prises pour efficacement sauver la vie et l'intégrité physique des Wayãpi, dont en protégeant leur territoire afin que le meurtre d'Emrya Wayãpi n'annonce pas une nouvelle vague de violence visant à effrayer les populations de leurs terres ancestrales et à permettre la destruction de la forêt tropicale . Elle déplore qu'après une période de progrès, on constate « une faible application des lois et des politiques existantes et, dans certains cas, le démantèlement des cadres institutionnels environnementaux et autochtones existants, comme cela semble maintenant être le cas au Brésil », en contradiction avec la Déclaration des Nations Unies sur les droits des peuples autochtones. La Haut-commissaire de l'ONU a aussi rappelé qu'il est maintenant scientifiquement prouvées que la destruction de l’Amazonie exacerbe le réchauffement global de la planète.
Alors que J. Bolsonaro affirme qu’il n’y a pas « d’indices forts » prouvant qu’Emrya Wayãpi a été assassiné par des orpailleurs, côté français ce crime a suscité émotion et colère chez les Wayãpi : « Toucher à nos frères du côté brésilien, c’est comme toucher à notre famille » a expliqué Claudette Labonté, qui ajoute que la politique de Jair Bolsonaro « qui veut exploiter l’or même sur les terres autochtones » est inacceptable. Un rassemblement a été organisé devant le consulat brésilien. Certains craignent que des évènements identiques puissent se produire en Guyane (où vivent environ 13 000 Amérindiens) ; c'est l'alerte notamment lancée par le leader autochtone Christophe Yanuwana Pierre, après un rassemblement suscité par le meurtre du chef Emrya Wayãpi à environ 200 kilomètres de la frontière avec la Guyane. Le Parc amazonien de Guyane a apporté son soutien à « la communauté wayãpi de l’Amapa face à ces agressions violentes et destructrices », et le secrétaire général de Guyane Ecologie, Michel Dubouillé a rappelé qu'il y a aussi eu « des accrochages très forts entre orpailleurs illégaux et des villageois de l’intérieur de la Guyane ». L'AFP note aussi que « Le 17 juillet, trois soldats français sont morts accidentellement et un autre a été grièvement blessé dans une opération contre l’orpaillage illégal en Guyane »,.

### Littérature orale
- Odile Renault-Lescure (galibi), Françoise Grenand (wayãpi), Éric Navet (émerillon), Contes amérindiens de Guyane : textes recueillis, transcrits et trad. ; couv. et ill. Frits Stjura, Paris, Fleuve et Flamme Textes bilingues, 1987, 160 p.
- Karl Mane, La tortue, le tapir et le jaguar : conte wayâpi de Guyane, L'Harmattan, 2014, 15 p.

### Musique
- Edouard Fouré Caul-Futy, « Visages sonores d'Amazonie : chez les Wayapi de Guyane », sur France musique, 14 décembre 2014 (consulté le 25 mars 2021)
- Jacky Maluka Pawe, Luc Taitetu Lassouka, Jérémie Wilaya Mata, Jean-Michel Beaudet. Yengakatu, les belles chansons. Anthologie des chants wayapi du haut oyapok. Paris: Presses de l'Inalco, 2021.

### Études
- Jean-Michel Beaudet, Souffles d'Amazonie : les orchestres tule des Wayãpi, Nanterre, Société d'ethnologie, 1997, 212 p. (ISBN 2-901161-56-1, lire en ligne)
- Jean-Michel Beaudet, Nous danserons jusqu'à l'aube : essai d'ethnologie mouvementée en Amazonie, Paris,  éd. du Comité des travaux historiques et scientifiques, 2010, 207 p. (ISBN 978-2-7355-0714-6)
- François Copin, Grammaire wayampi, Paris, 2012, 463 p.
- Damien Davy, « Construction et restructuration territoriale chez les Wayãpi et Teko de la commune de Camopi, Guyane française », Confins : Revue franco-brésilienne de géographie / Revista franco-brasilera de geografia, 2012, p. 1-22
- (pt) Dominique Tilkin Gallois, Migração, guerra e comércio : os Waiapi na Guiana, Sao Paulo, Faculdade de filosofia, letras e ciências humanas, USP, 1986, 348 p.
- Françoise Grenand (dir.), Encyclopédies palikur, wayana & wayãpi : langue, milieu et histoire, Paris et Orléans,  éd. du Comité des travaux historiques et scientifiques et Presses universitaires d'Orléans, 2009, 118 p. (ISBN 978-2-7355-0692-7)
- Françoise Grenand et Pierre Grenand, Indiens de Guyane : Wayana et Wayampi de la forêt, Paris,  éd. Autrement, 1998, 198 p. (ISBN 2-86260-824-6)
- Pierre Grenand, Introduction à l'étude de l'univers Wayãpi : ethnoécologie des Indiens du Haut-Oyapock, Guyane française, Paris, SELAF, 1980, 332 p. (ISBN 2-85297-086-4)
- Pierre Grenand, Ainsi parlaient nos ancêtres : essai d'ethnohistoire wayãpi, Paris, ORSTOM, 1982, 408 p. (ISBN 2-7099-0656-2)
- Pierre Grenand et Françoise Grenand, « « II ne faut pas trop en faire » : Connaissance du vivant et gestion de l’environnement chez les Wayãpi (Amérindiens de Guyane) », Cahiers des sciences humaines, 32 (1), 1996, p. 51-63
- Jean Hurault, « Les Indiens Oyampi de la Guyane française », Journal de la société des américanistes, 1962, p. 65-82
- Isabelle Tritsch, Valéry Gond, Johan Oszwald, Damien Davy, Pierre Grenand, « Dynamiques territoriales des Amérindiens wayãpi et teko du moyen Oyapock, Camopi, Guyane française », Bois et forêts des tropiques, 2012, no 311 (1), p. 49-61

#### Notions
- Clan, Tribu, Ethnie, Peuple, Nation
- Ethnonyme (Endonymie, Exonymie, Autoethnonyme)

#### Droit international
- Anthropologie juridique, Coutume, Savoirs traditionnels
- Peuple autochtone, Droit des peuples autochtones (Déclaration des droits des peuples autochtones)
- Doctrine de la découverte, Terra nullius, Colonialisme, Colonisation, Décolonisation, Néocolonialisme, Droit des peuples à disposer d'eux-mêmes

#### Études théoriques
- Études postcoloniales, Études décoloniales, Guerres de l'histoire